# Wellman-Seaver-Morgan Engineering Company
Wellman-Seaver-Morgan Engineering Company est une entreprise américaine créée en 1896 dans l'Ohio aux États-Unis. Elle est fondée par Samuel T. Wellman (en), son demi-frère Charles H. Wellman, ainsi que par John W. Seaver. 
L'entreprise se spécialise dans l'aciérie et dans l'équipement industriel, il s'agit d'une pionnière dans ce domaine qui est connue internationalement. 

## Les fondateurs

### Samuel T. Wellman
Samuel Thomas Wellman est né le 5 février 1847 à Wareham dans le Massachusetts et est décédé le 11 juillet 1919. Son père était un ferronnier et a accédé à un poste de surintendant au sein de la Nashua Iron Company. Il étudie à l'école publique et s'intéresse à l'ingénierie à l'université de Norwich dans le Vermont jusqu'à ce qu'il s'enrôle dans l'Union Army en 1863. Il sert durant la guerre comme caporal dans le 1er Régiment d'artillerie lourde du New Hampshire (en).
Après la guerre civile, il travaille comme dessinateur et ingénieur à l'usine de Nashua. Il gagne de la reconnaissance en construisant avec succès un four à gaz régénératif sous la licence de la firme allemande Siemens. Par la suite, il est embauché par le représentant américain de Siemens pour aider à construire des fours dans d'autres usines. Il quitte cet emploi et il construit un foyer ouvert pour la Bay State Iron Company en se basant sur un plan conçu par des ingénieurs français à South Boston. Son invention connaît un succès commercial aux États-Unis en 1869. 
En 1870, il retourne à Nashua pour prendre en charge la création et la gestion d'un nouveau département spécialisé dans l'acier. Puis, en 1873, il s'installe à Cleveland pour faire de même au sein de l'Otis Iron & Steel Company. Il reçoit le titre d'ingénieur en chef et surintendant. Il reste dans cette société pendant seize ans. Pendant ce temps, il obtient un certain nombre de brevets pour des inventions qui comprenait une grue hydraulique et une chargeuse à foyer ouvert. En 1886, il construit un four expérimental à Otis et produit le premier acier de base à foyer ouvert des États-Unis. En 1889, il quitte l'entreprise et travaille brièvement comme consultant pour l'Illinois Steel Company. 
En 1890, lui et son demi-frère, Charles, fondent la Wellman Steel Company, qui exploitait un laminoir à Chester en Pennsylvanie, jusqu'à son échec en 1895. L'année suivante, les Wellman s'associent à John W. Seaver pour créer la Wellman-Seaver Engineering Company. Samuel T. Wellman est président de l'American Society of Mechanical Engineers de 1900 à 1901 et a également servi à plusieurs reprises en tant que directeur de East End Bank & Trust, Dime Savings & Banking, Cleveland Trust, Iroquois Portland Cement et Dow Chemical.

### Charles H. Wellman
Charles H. Wellman est né en 1863 et est décédé en 1905. Il était directeur de la firme Wellman-Seaver-Morgan Engineering Company. Il a en son nom au moins 27 brevets dont beaucoup avec Samuel T. Wellman ou John W. Seaver. Il cesse à sa société beaucoup de ses brevets entre 1898 et 1907. Ses brevets incluent des dispositifs de four, de chauffage des lingots et de la fabrication d'acier de base à foyer ouvert.

### John W. Seaver
John W. Seaver est né en 1856 à Madison dans le Wisconsin et est décédé en 1908. Durant son enfance, il déménage à Buffalo à New York avec ses parents. A l'âge de 13 ans, il commence à travailler à l'usine Shepard Iron Works et il se rend à l'école le soir. 5 ans plus tard, il rejoint Howard Iron Works qui conçoit et produit des moteurs marins. Il est promu surintendant adjoint à l'âge de 20 ans. Après un passage dans l'entreprise Seaver & Kellogg, où il a construit les premières voitures de chemin de fer en acier aux États-Unis, il prend un poste chez Kellogg Bridge Works. En 1880, il devient ingénieur en chef de l'Iron City Bridge Works à Pittsburgh.
En 1896, il rejoint Samuel T. et Charles H. Wellman pour fonder Wellman Seaver Engineering Company, assumant le poste de vice-président. Il reste administrateur de la société jusqu'à son décès.

## Historique

### La société américaine
En 1896, l'entreprise exploitait de vastes usines à Cleveland et à Akron. Elle fabriquait des machines de manutention de minerai et de charbon, des tombereaux de voitures, des moteurs de levage, des équipements d'aciérie et de chemin de fer, et d'autres machines lourdes. 
En 1903, l'entreprise devient « Wellman-Seaver-Morgan Co » à la suite de la construction d'une usine en 1901 à Central Ave. et à E. 71st St. After Thos à Cleveland. Cette évolution permet à la société d'embaucher Thomas R. Morgan (1859-1905) au sein de l'entreprise. Le nom de la société devient alors "Wellman-Seaver-Morgan Company". Par la présence, de Thomas R. Morgan, la société acquiert en 1903 la Webster, Camp & Lane Co d'Akron, fabricant de machines minières et d'équipements de manutention du fer et du charbon. En 1909, la société fusionne avec Webster Camp & Lane Co.
En 1931, l'entreprise commence à produire des godets d'excavation à la suite de l'acquisition de la société GH Williams Co. d'Erie, en Pennsylvanie. Un an plus tôt, la dénomination de la société est devenue "Wellman Engineering Co".
En 1954, la société internationale de construction et d'ingénierie McDowell, Inc., basée à Cleveland acquiert la Wellman Engineering Co afin de pouvoir atteindre l'objectif de McDowell de construire des usines clés en main pour les industries de base.
En 1963, la McDowell, Inc. et la Wellman Engineering Co fusionnent pour devenir la "McDowell-Wellman Engineering Co.", avec son siège social dans le Vulcan Building au 113 St. Clair Ave. à Cleveland. Dans les années 60 et 70, l'entreprise McDowell-Wellman produit des quais à charbon et des installations de chargement portuaires.
En 1978, la société du Massachusetts Helix Technology Corp. achète McDowell-Wellman. L'entreprise décide de vendre l'unité de manutention de matériaux en vrac et le centre de recherche à Dravo Corporation de Pittsburgh.
En 2021, l'entreprise Wellman-Seaver-Morgan qui se nomme désormais "Dravo Wellman" cesse son activité

### La filiale anglaise
La filiale anglaise s'établit en 1919 en s'installant sur le site d'Oldbury en Angleterre, qui fabriquait des chaudières depuis 1862. Le groupe américain décide de s'y implanter afin de produire des grues à quai et des engins de levage.
En 1924, la compagnie devient une société publique. Elle possède plusieurs usines au Royaume-Uni dont une à Darlaston. Durant ces années 20, l'entreprise introduit une gamme de four à coke, de voiture à coke ainsi qu'une machine combinée de poussoir de coke, un niveleur de charbon et une machine d'extraction de porte.
Pendant la Seconde Guerre mondiale, l'entreprise fabrique des machines à forger les coques, des équipements de pose de ponts, des fours à grenaille, et des grues comme la grue Wellman.
En décembre 1955, la société Falls Foundry Engineering Works à Belfast est acquise par "Wellman Smith Owen Engineering Corporation". L'usine se composait d'ateliers d'usinage, d'ateliers de montage, d'une fonderie et de bâtiments administratifs. L'entreprise a été acquise afin de fournir une meilleure capacité de fabrication, mais aussi pour tirer parti de l'abondante offre de main-d'œuvre à Belfast et enfin profiter de l'aide financière fournie par le gouvernement.
En 1960, en raison de l'augmentation d'activité dans la construction de fours, en particulier pour les procédés de fabrication d'acier à l'oxygène, la nouvelle filiale "Wellman Smith Owen Furnaces Ltd" voit le jour, comprenant des fours électriques construits sous une licence italienne.
En 1965, la filière anglaise de la "Wellman Engineering Co" se scinde en plusieurs filiales dont :
- Wellman Machines ;
- Wellman Incandescent Furnace Company ;
- Wellman Steelworks Engineering ;
- Wellman Incandescent International.

En 1997, l'entreprise devient une société privée lors de son rachat par Alchemy Partners (en) pour 82 millions de livres sterling, en créant une société de consortium désormais appelée Newmall (une anagramme de Wellman).
En août 2005, Alchemy a scindé la société en deux : Newmall, pour les filiales américaines et Really Newmall pour les autres filiales ; cela est devenu "Wellman Group Ltd", propriété de Kwikpower International, dans la division Kwikpower Wellman.
En mai 2009, la société a formé une alliance avec Wulff Energy Technologies GmbH de Husum pour former "Wellman Wulff".

## Innovation
La Wellman Compagny est surtout connue pour le déchargeur Hulett Electric inventé par l'un des dirigeants de l'entreprise, George Hulettet qui a révolutionné l'industrie du minerai des Grands Lacs. L'entreprise a également gagné en renommé grâce à Samuel T. Wellman qui a amélioré le processus de production de rails en acier à foyer ouvert.

## Produits
Produits de l'entreprise :
- Banc d'étirage à froid de tubes à vitesse variable ;
- Batterie de fours de recuit pour tôles de laiton et de cuivre ;
- Chariot pour les ponts roulants ;
- Équipement de pose de ponts ;
- Extracteur de lingots stationnaire ;
- Four : four à coke, four à réchauffage alimenté, four à sole tournante, four à sole basculante, four de chauffage continu de brames, four de fusion d'aluminium avec un alimentateur à grille à chaîne, four électrique ;
- Grues : grue à flèche à relevage horizontal, grue à chenilles, grue d'assemblages, grue à quai ;
- Godets d'excavation ;
- Machine combinée de poussée de coke ;
- Machine de nivellement de charbon ;
- Machine d'extraction de porte ;
- Machine de chargement pour aciéries : chargeuse rotative aérienne pour fours à foyer ouvert, chargeuse au sol basse, chargeuse mobile pour les fournaises électriques, chargeuse mobile pour la manipulation des fromages de pneus, des fleurs et des billettes, chargeur de ferraille ;
- Machines de déchargement pour aciéries : machine de déchargement de lingots, déchargeur aérien de billettes et de brames
- Machines à décaper les lingots et chargeuses verticales ;
- Machines à forger des coques ;
- Mélangeur de métal ;
- Pont roulant : pont roulant électrique, pont roulant suspendu ;
- Presse de perçage ;
- Quai à charbon ;
- Usine de production de gaz ;
- Tubes sans soudure ;
- Turbine hydraulique.